# Rhododendron caucasicum
Rhododendron caucasicum is een plant uit de heidefamilie (Ericaceae). De wetenschappelijke naam werd gepubliceerd door Peter Simon Pallas in 1784.

## Kenmerken
Rhododendron caucasicum is een groenblijvende struik die tot een hoogte van 1 à 1,5 meter groeit. De bloemen van de soort hebben groene spikkels en variëren van zuiver wit, tot roomwit en lichtroze — afhankelijk van de geografische locatie. De bladeren van de soort zijn ovaal tot elliptisch, 7 tot 10 cm lang en 1,5 à 2,5 cm breed. De bovenzijde van het blad is donkergroen, terwijl de onderzijde leerachtig bruin is. De bloemen beginnen zich vanaf eind mei en begin juni te openen.

## Verspreiding
De soort is endemisch voor de Grote Kaukasus en Kleine Kaukasus en komt voor in de subalpiene en alpiene zone, tussen 1.600 en 3.000 meter hoogte.
... · 
R. arboreum · 
R. atlanticum · 
R. canadense · 
R. catawbiense · 
R. caucasicum · 
R. dauricum · 
R. ferrugineum (Gewone alpenroos) · 
R. groenlandicum · 
R. hirsutum (Harig alpenroosje) · 
R. lapponicum · 
R. luteum (Pontische azalea) · 
R. occidentale · 
R. ponticum (Pontische rododendron) · 
R. quinquefolium · 
R. smirnowii · 
R. tomentosum · 
R. vaseyi · 
...